# Euphorbia impressa
Euphorbia impressa är en törelväxtart som beskrevs av Emilio Chiovenda. Euphorbia impressa ingår i släktet törlar, och familjen törelväxter.
Artens utbredningsområde är Etiopien. Inga underarter finns listade i Catalogue of Life.